# Yuriko Takagi
Yuriko Takagi (jap. 高木 百合子 Takagi Yuriko; ur. 4 czerwca 1923 w Tokio, zm. 15 listopada 2024 tamże) – księżna Japonii.
Pochodziła z arystokratycznego rodu. Urodziła się jako córka wicehrabiego Masanariego Takagiego.
22 października 1941 w Tokio poślubiła młodszego brata cesarza Hirohito – księcia Mikasę. Para miała pięcioro dzieci:
- księżniczkę Yasuko (ur. 1944), która wychodząc 18 grudnia 1966 za mąż za Tadateru Konoe opuściła rodzinę cesarską i utraciła tytuł, przyjmując nazwisko męża;
- księcia Tomohito (1946–2012);
- księcia Katsurę (1948–2014);
- księżniczkę Masako (ur. 1951), która wychodząc 14 października 1983 za mąż za Soshitsu Sena, opuściła rodzinę cesarską i utraciła tytuł, przyjmując nazwisko męża;
- księcia Takamado (1954–2002).

Księżna Yuriko została odznaczona Wielką Wstęgą Orderu Skarbu Korony oraz irańskim Orderem Plejad. Była honorowym wiceprezesem Japońskiego Czerwonego Krzyża.